# 赫雷斯蒂夫卡 (卡霍夫卡區)
46°24′5″N 33°43′7″E / 46.40139°N 33.71861°E
赫雷斯蒂夫卡（烏克蘭語：Хрестівка）是位於烏克蘭南部的村莊，由赫爾松州卡霍夫卡區的赫雷斯蒂夫卡市鎮負責管轄。該村始建於1909年，面積40平方公里，海拔高度30米，2001年人口1,694，人口密度每平方公里42.4人。